# بعوضة (جنس)
البعوضة (الاسم العلمي: Culex) هي جنس من الحشرات تتبع فصيلة البعوضيات من رتبة ذوات الجناحين.

## أنواع البعوضة

تشريح البعوضة المنزلية الشائعة

- بعوضة بسيطة
- بعوضة حلقية الخطم
- بعوضة حمراء الصدر
- بعوضة خماسية الخطوط
- بعوضة رسغاء
- بعوضة سوداء اللوامس
- بعوضة شبه فيشنوية
- بعوضة شعرية
- بعوضة شمالية منزلية
- بعوضة فيشنوية
- بعوضة ملحية
- بعوضة ميسمية الجسم
- بعوضة نابصة